# Новопавловка (Барвенковский район)
Новопа́вловка (укр. Новопавлівка) — село,
Гусаровский сельский совет,
Изюмский район,
Харьковская область, Украина.
Код КОАТУУ — 6320482513. Население по переписи 2001 г. составляет 599 (282/317 м/ж) человек.

## Географическое положение
Село Новопавловка находится на правом берегу реки Сухой Торец, примыкает к сёлам Гусаровка и Маяк.
Железнодорожная станция Гусаровка.
Раньше село Новопавловка было частью села Гусаровка.

## Экономика
- В селе есть молочно-товарная ферма.
- Песчаный карьер с железнодорожной веткой.

## Известные люди
- Гергель Андрей Прокофьевич (1910—1991) — родился на хуторе Новопавловка, Герой Советского Союза[1].

## Достопримечательности
- Братская могила советских воинов. Похоронено 75 воинов.